# دار الأوراق الخمس
دار الأوراق الخمس (باليابانية: さらい屋五葉، بالروماجي: Sarai-ya Goyō) هي سلسلة مانغا يابانية من تأليف ناتسومي أونو [الإنجليزية]. من قبل نشرت من قبل شوغاكوكان في مجلة إيكي الشهرية [الإنجليزية]، منذ 25 نوفمبر عام 2005 حتى 24 يوليو عام 2010. تم تجميع فصول المانغا في 8 مجلداتتانكوبون. نشرت منذ 28 يوليو عام 2006 حتى 30 سبتمبر عام 2010. أنتجت المانغا إلى مسلسل أنمي من قبل استوديو مانغلوب، عرض الأنمي في 15 أبريل عام 2010 واستمر عرضه حتى 1 يوليو عام 2010، وتكون من 12 حلقة.

## القصة
تدور أحداث القصة خلال فترة إيدو في اليابان، عن ماسانوسوكي أكيتسو، وهو رونين (ساموراي متجول) ومبارز ماهر، غالبًا ما تتسبب له شخصيته الخجولة في طرده قبل أصحاب العمل. في أحد الأيام التقى بـشخص اسمه يايتشي هو زعيم لمجموعة من قطاع الطرق يطلقون على أنفسهم اسم الأوراق الخمسة، وعرض عليه وظيفة حارس شخصي له. على الرغم من قلقه بشأن نواياهم، إلا أن ماسانوسوكي يوافق على العمل معهم.

## الشخصيات
ماسانوسوكي أكيتسو / ماسا (باليابانية: 秋津政之助، بالروماجي: Akitsu Masanosuke)
أداء صوتي: دايسكي ناميكاوا
يايتشي / إيتشي (باليابانية: 弥一، بالروماجي: Yaichi)
أداء صوتي: تاكاهيرو ساكوراي كيكو نيموتو (أيام طفولة)
مانسوكيتشي / ماتسو (باليابانية: 松吉، بالروماجي: Matsukichi)
أداء صوتي: يويا أوتشيدا
أوميزو / أومي (باليابانية: 梅造، بالروماجي: Umezō)
أداء صوتي: ماسايا تاكاتسوكا [الإنجليزية]
أوتاكي (باليابانية: おたけ، بالروماجي: Otake)
أداء صوتي: فويوكا أورا

## وصلات خارجية
- Official anime website على موقع واي باك مشين (نسخة محفوظة June 29, 2015) باللغة اليابانية
- دار الأوراق الخمس على موقع فيز ميديا
- دار الأوراق الخمس على موقع ANN manga (الإنجليزية)